# Can Garriga (Torà)
Can Garriga o Cangarriga és una casa de Torà, a la comarca del Solsonès, inclosa a l'Inventari del Patrimoni Arquitectònic de Catalunya. És un edifici cantoner ubicat a l'avinguda de Solsona.

## Descripció
Aquest gran casalot consta de dos pisos d'alçada i una golfa.

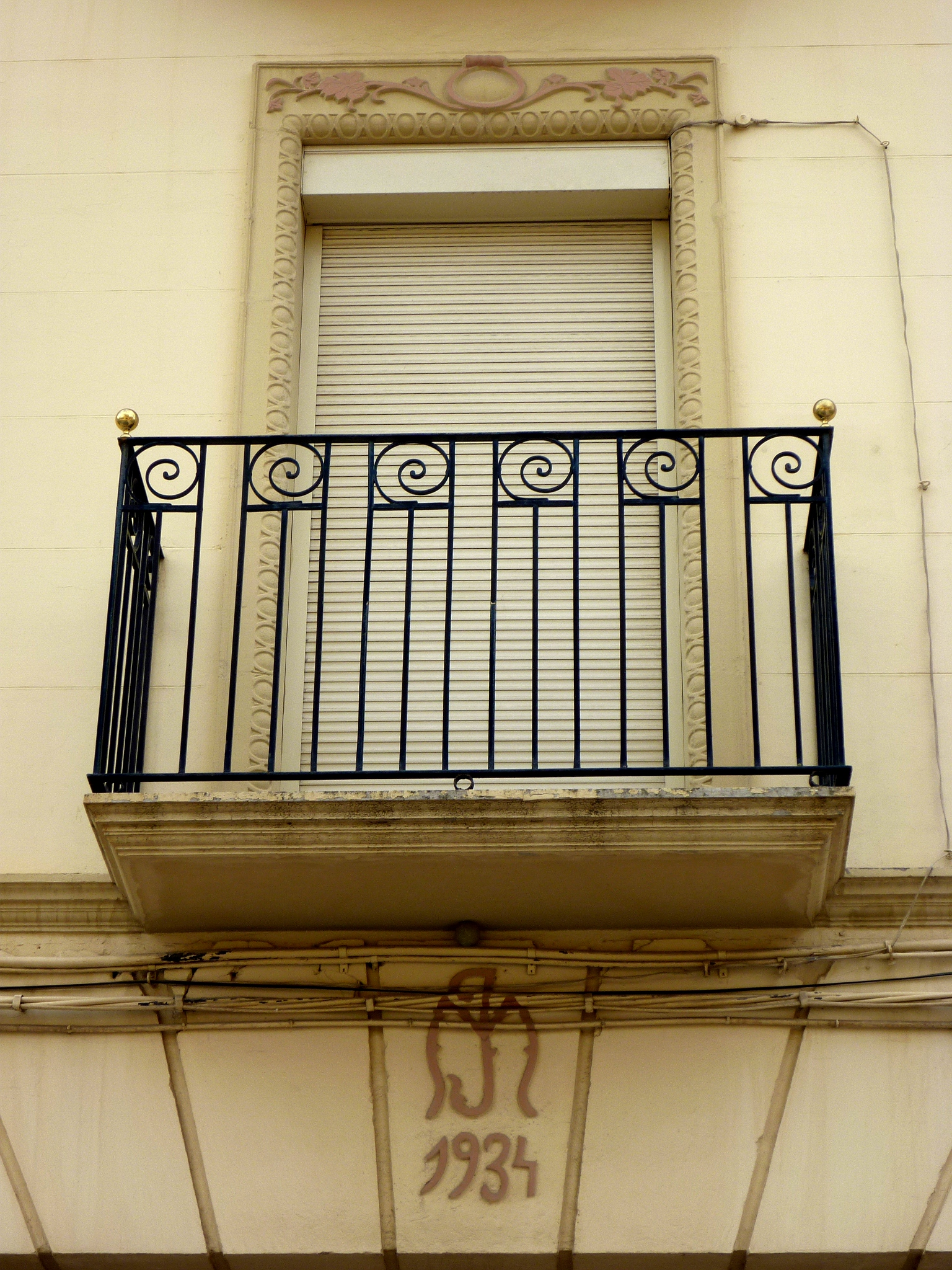
Detall d'un balcó i inscripció

A la planta baixa tenim tres obertures rectangulars: la central és lleugerament més gran i funciona com a porta de garatge, una de les laterals es troba cegada i l'altra dona accés a la zona habitada. Damunt de la porta central apareix una inscripció amb les inicials "JP" i la data 1934. En aquesta planta baixa es juga amb un sòcol i unes franges horitzontals de pedra que donen dinamisme a la façana. Al primer pis s'observen tres portes balconeres amb els balcons i les baranes de forja respectives. La motllura que emmarca les portes està ricament decorada amb relleus de fantasia. La segona planta repeteix l'esquema de la primera.
La façana lateral presenta: dues finestres amb arc rebaixat a la planta baixa, tres balcons amb baranes de forja i la motllura decorada a la primera planta, dos balcons i una finestra senzilla a la segona planta i dues finestretes quadrangulars que il·luminen la golfa.
Les dues façanes estan arrebossades i pintades amb color ocre i color rosat al sòcol i a les motllures.